# Панков, Анатолий Семёнович
Анато́лий Семёнович Панко́в (род. 3 августа 1938, Москва) — русский писатель, журналист, педагог, технолог, бессменный главный редактор газеты «Куранты» с 1990 по 1998.

## Биография
- Родился 3 августа 1938 в Москве;
- 1956—1959 — технолог, конструктор Московского инструментального завода «МИЗ»;
- 1959—1961 — инструктор Сталинского РК ВЛКСМ г. Москвы;
- 1961—1962 — крановщик в Управлении механизации № 10 треста Мосстроймеханизация № 5;
- 1962—1963 — инструктор Фрунзенского РК ВЛКСМ;
- 1963—1966 — учитель труда и физики в московской средней школе N 124;
- 1966—1968 — литсотрудник газеты «Московский комсомолец»;
- 1968—1969 — редактор Агентства печати новости (АПН) в Главной редакции социалистических стран;
- 1969—1971 — корреспондент газеты «Водный транспорт»;
- 1971—1979 — заведующий отделом промышленности газеты «Социалистическая Якутия»;
- 1979—1984 — заведующий отделом московской областной газеты «Ленинское знамя»;
- 1984—1985 — специальный корреспондент газеты «Советская Россия»;
- 1985—1990 — зам. зав. отделом науки, зам. зав. отделом экономики, парламентский корреспондент газеты «Труд»;
- 1990—1998 — главный редактор газеты «Куранты»;
- 2000—2009 — зам. генерального директора ООО "Агентство «Желдорпресс-ГП».

Член Союза журналистов Москвы. Был членом Географического общества СССР. Награждён медалями «В память 850-летия Москвы» и «Ветеран труда».

## Основные публикации
- Панков А. С. Оймяконский меридиан. — М.: Мысль, 1979. — 176, [16] с.
- Панков А. С. Жемчужина БАМа: (Путешествие по Южной Якутии). — М.: Мысль, 1982. — 160, [16] с.
- «Этюды о профессиях», Якутск, Книжное издательство, 1975, 160 с.
- «Мы – кожевники. Репортаж из прошлого, настоящего и будущего одного предприятия» [Якутский кожевенно-обувной комбинат].  Якутск.  Книжное издательство, 1976
- «По скользкой дороге перемен. От стабильности Брежнева до наследства Ельцина». Издательство «Перо», Москва.2017.700с. История идеологических изменений в СССР, в журналистике, в судьбе автора книги.
- «Письма из 90-х с надеждой и разочарованием». Издательство «Перо», Москва. 2018. 370 с. Старые, подлинные письма читателей в газету «Куранты» с разными оценками происходивших в первой половине 1990-х годов перемен.
- «Эх, хорошо в Стране Советской жить.  От Сталина до Путина, от социализма до капитализма», электронная книга,  «Litres», 2020.

- Женат, есть сын. Проживает в Москве.[источник не указан 3624 дня]